# Tunnel Malta-Gozo
Il tunnel Malta-Gozo (in inglese Malta-Gozo tunnel, in maltese Il-mina bejn Malta u Għawdex) era un tunnel pianificato tra le isole di Malta e Gozo (entrambe parte della Repubblica di Malta), che attualmente sono collegate dalla Reti di trasporto trans-europee (TEN-T) tramite il traghetto da Ċirkewwa a Malta, Mġarr e Gozo della Gozo Channel Company Limited. L'inizio dei lavori era originariamente previsto per la metà del 2022, ma nell'ottobre dello stesso anno i piani sono stati accantonati.

## Contesto e obiettivi
Negli anni 2010, il governo di Malta ha avviato una strategia a lungo termine per gestire le comunicazioni tra Malta e Gozo, problemi che riguardano essenzialmente i gozitani che hanno la necessità di recarsi al loro posto di lavoro a Malta.
Trasport Malta, a fronte del costante aumento del numero di veicoli che fanno la spola tra Malta e Gozo, ha dichiarato che la creazione di un collegamento fisso consentirà di:
- Ridurre i tempi medi di viaggio tra Gozo e Malta di almeno 40 minuti, sicché il tunnel garantirebbe ai pendolari un migliore controllo della durata del loro tragitto.
- Fornire un secondo mezzo di viaggio tra le due isole.
- Trarre benefici dall'aumento dell'affluenza del turismo.
- Aumentare le attività economiche in generale.

Transport Malta ha dichiarato che i lavori del progetto dovrebbero essere suddivisi nelle seguenti fasi con relative durate approssimative:
- Pianificazione e progettazione: 3 anni
- Mobilitazione nelle aree del portale: 3 mesi
- Lavori di scavo: 3 anni
- Lavori di finitura: 1 anno
- Test e completamento: 3 mesi
- Funzionamento e finanziamento: 20 anni
- Consegna e messa in servizio per Transport Malta: 6 mesi

## Storia

### Prima del 2011
Le discussioni per lo sviluppo di un tunnel Malta-Gozo, o di un collegamento permanente tra Malta e Gozo, sono iniziate alla fine degli anni '60 presso il Consiglio Civico di Gozo - il primo tipo di comitato regionale nelle isole maltesi. La Society for the Union of the Maltese Islands (SUMI) venne appositamente creata per sostenere la costruzione di un collegamento permanente tra le isole. Il presidente del SUMI, Cauchi, sottolineò che "l'unificazione del territorio nazionale è una Questione Nazionale, e ogni buon maltese non dovrebbe opporsi a ciò che dovrebbe essere una causa comune e non controversa... le generazioni future avranno vergogna e disonore per chi si sarà comportato in questo modo". Cauchi credeva che "l'unità a tutti i livelli è un bene più essenziale in un piccolo Paese come Malta, dove gli sforzi collettivi di tutte le componenti del Paese e di ogni cittadino dovrei essere incanalate al raggiungimento della viabilità economica".
Nel marzo 1972 il governo maltese guidato da Dom Mintoff incaricò l'Overseas Technical Cooperation Agency del governo del Giappone di svolgere un rapporto preliminare di indagine su un collegamento permanente tra le due isole. Da allora non sono stati fatti passi avanti fino al 2011.

### Dopo il 2011
I colloqui per lo sviluppo di un tunnel Malta-Gozo hanno ripreso in particolare nel mese di febbraio 2011, quando Chris Said, ex segretario parlamentare per il dialogo e l'nformazione, ha parlato delle ramificazioni di un tunnel di collegamento tra Malta e Gozo.
Il tunnel avrebbe dovuto collegare Imbordin a St. Paul's Bay con Ta'Kenuna a Nadur, secondo gli studi presi in considerazione dal governo; ed avrebbe dovuto avere una lunghezza di 13 km con un raggio di sette metri e una corsia di marcia per ogni direzione, più corsia di emergenza. Il costo del progetto della galleria era stato valutato intorno ai 300 milioni di euro, con una durata di vita di circa 100 anni. La progettazione della galleria e quella del tunnel avrebbero dovuto avere luogo nel 2022. Lo scavo del tunnel era stato previsto per il 2023.
Il tunnel potrebbe causare l'arresto del servizio di traghetti e la loro disattivazione entro il 2030, secondo le proiezioni dell'economista Gordon Cordina. Cordina ha anche previsto che la sostituzione avrebbe avuto un costo di circa 120 milioni di euro, con costi di manutenzione e carburante stimati a ulteriori 21 milioni di euro all'anno.
Il 3 novembre 2017, il Ministro Ian Borg ha dichiarato che era stata completata una fase di studi e che l'appaltatore Geotec Spa, vincitore della gara d'appalto nel giugno 2017, aveva iniziato a estrarre campioni investigativi da diversi punti in terra e in mare. Borg ha anche aggiunto che "questo viene fatto in collaborazione con l'Environmental Resources Authority per garantire il minor impatto ambientale possibile".
Michael Grech, ex presidente della Camera di Commercio di Gozo e membro della sottocommissione sul tunnel Malta-Gozo, ha dichiarato: "l'isola offre molti vantaggi che includono il possibile ritorno dei gozitani da Malta, più prosperità economica e flussi più gestibili di turisti e maltesi in vacanza".
Il 2 giugno 2018, il primo ministro Joseph Muscat aveva annunciato che i lavori sarebbero stati completati entro il 2024.
L'11 dicembre 2018, il Ministero dei Trasporti ha confermato che il progetto sarebbe dovuto essere pubblicato a maggio o giugno 2019. Il ministero ha dichiarato che "il tunnel avrà due corsie, una per ogni direzione, di larghezza compresa tra 3,25 m e 3,50 m, una zona tampone centrale larga 1 m circa più un cordolo esterno largo 1 m." Il ministero ha anche aggiunto che la struttura della galleria stessa sarà costruita con segmenti di cemento e includerà sistemi infrastrutturali per la ventilazione, l'illuminazione, il drenaggio dell'acqua e il pompaggio. Ian Borg ha dichiarato che la gara per la progettazione, la costruzione, la manutenzione e il funzionamento del tunnel sarebbe stata pubblicata nel 2019.
Il 4 aprile 2021 Infrastructure Malta ha dichiarato che la pandemia di COVID-19 aveva ritardato la tempistica del progetto.
Nell'ottobre 2022 è stato accantonato il progetto di collegare le due isole di Malta e Gozo con un tunnel sottomarino. Le fonti, a conoscenza delle consultazioni e dei piani che hanno avuto luogo sul progetto bipartisan lanciato poco prima del 2013, hanno dichiarato che il progetto del tunnel da un miliardo di euro non sarebbe stato realizzato nel prossimo futuro.

## Opinione pubblica

### Ambiente
Nel giugno 2018 è stato condotto uno studio sull'impatto ambientale del tunnel. Lo studio ha affermato che circa un milione di metri cubi di roccia saranno estratti durante lo scavo del tunnel, aggiungendo che la quantità è maggiore rispetto ai rifiuti prodotti in un anno di costruzioni a Malta.
Il 6 luglio 2018, il Partito Democratico ha chiesto al governo quali siano i suoi piani riguardo allo smaltimento dei rifiuti.
Il 13 dicembre 2018, Arnold Cassola, candidato del partito ambientalista Alternativa Democratica per le elezioni europee del 2019, e ex segretario generale del Partito Verde Europeo, ha scritto un articolo per il Times of Malta criticando lo sviluppo del progetto del tunnel concludendo che "La storia, e le generazioni presenti e future di Malta e di Gozo, vi malediranno per la distruzione del nostro Paese".
Il 19 dicembre 2018, Keith Buhagiar, un archeologo maltese, dichiarò: "Lo scavo all'ingresso del tunnel, sul lato Malta, nella frazione di L-Imbordin, distruggerà le abitazioni troglodite risalenti al periodo tardo medievale, fertile terra agricola e altri resti archeologici culturalmente rilevanti".
Il 22 dicembre 2018, ADŻ Green Youth - l'ala giovanile del partito Alternativa Democratica - ha organizzato un convegno pubblico sui cambiamenti climatici al City Gate di La Valletta. Carmel Cacopardo, leader di Alternativa Democratica e candidato alle elezioni del Parlamento Europeo del 2019 e Mina Tolu, anch'essa candidata alle elezioni del Parlamento Europeo del 2019, si sono rivolti ai responsabili dell'attività pubblica. Cacopardo ha dichiarato che il tunnel proposto è "essenzialmente un tunnel per l'uso di auto ma non per le persone. In effetti si stima che il traffico tra le due isole aumenterà da 3.000 a 9.000 veicoli giornalieri per un periodo di quindici anni". Cacopardo ha aggiunto che "il servizio fornito per il movimento delle persone sarebbero i traghetti veloci: da Gozo ai centri principali di Malta. Si vuole incentivare l'uso dell'automobile poiché i pedaggi sono pagati e raccolti dai proprietari di auto". Mina Tolu ha dichiarato che "abbiamo bisogno di investimenti per garantire un uso efficiente dell'energia, assicurare la transizione verso un'economia sostenibile che migliori la qualità della vita di tutti combattendo il cambiamento climatico".

### Proposte alternative
Il 13 settembre 2016, Simon Busuttil, leader del Partito Nazionalista, propone la creazione di una rete ferroviaria di collegamento tra le isole per evitare la congestione del traffico.
Il 3 settembre 2018, Alfred Sant, ex Primo Ministro di Malta tra il 1996 e il 1998 e attuale europarlamentare ha detto, "serve una rete metropolitana, simile alla metropolitana di Londra, alla metropolitana di Glasgow o alla metropolitana di Newcastle che potrebbe essere l'opzione migliore per Malta nel lungo periodo".

## Partiti politici
I Politici eletti nei distretti di Gozo sono in favore di questo progetto. Nel 2008, Anton Refalo, ex ministro di Gozo, ha parlato favorevolmente di un collegamento tra le due isole su questa base. Nel 2011, Franco Mercieca, parlamentare eletto del distretto di Gozo, ha pubblicato un articolo sul Gozo News per sostenere il collegamento permanente tra le isole. Nel 2016 poi ha scritto un altro articolo per chiedere una migliore comunicazione tra Malta e Gozo, ma ha anche affermato di non essere sorpreso dagli oppositori al progetto, affermando che questo potrebbe perdere le sue caratteristiche.
Alan Deidun, ex uomo politico, era a favore di un collegamento permanente tra le due isole. Nel 2010 ha scritto che "Gozo non dovrebbe diventare la fotocopia di Ibiza, ma dovrebbe invece promuovere il suo aspetto selvaggio. Salvaguardare e promuovere l'unicità di Gozo è sicuramente la più saggia strategia di marketing turistico".
Nel gennaio del 2016, il Partito Nazionalista ha organizzato una Convenzione Generale a Gozo, nella quale tutti gli oratori, dagli studenti universitari all'imprenditore Michael Carauna erano favorevoli al progetto sostenendo che questo investimento porterebbe indubbi vantaggi all'economia di Gozo.